# Daniel Fetz
Daniel Fetz (* 3. November 1984 in Linz) ist ein österreichischer Wakeboardfahrer.

## Sportliche Laufbahn
Fetz begann seine sportliche Laufbahn als Wakeboardfahrer im Alter von 14 Jahren. Die ersten nationalen und internationalen Wettkämpfe erzielte er im Jahr 2000. Im Jahr 2001 war er beteiligt an der Gründung des „Wakeboard Club Feldkirchen“ (WBCF) sowie Vorstandsmitglied. 2002 begann er seine Tätigkeit als Wakeboardlehrer und veranstaltete seine ersten Wakeboard-Camps. Im Jahr 2005 gründete er sein eigenes Unternehmen Fetzysworld. 2007 wirkte er in zwei internationalen Wakeboard-Videoproduktionen mit. 2008 legte Fetz den Grundstein für die Wakeboardarea Fetzysworld am Salmsee.
2011 veröffentlichte Fetz auf YouTube erste Lernvideos, die jährlich über 150.000 Views erreichen. 2012 konzeptionierte er die Großveranstaltung Red Bull Wake of Steel im Hafen von Linz als sportlicher Leiter. 2013 wurde er IWWF-Fahrervertreter des Wakeboard-Sports beim Olympischen Komitee in Lausanne (Schweiz). 2016 startete Fetz zum ersten Mal in der Kategorie Masters (30+) und holte nach dem Worldtour-Stop in Bratislava (Slowakei) seinen ersten Europameister-Titel in Tel Aviv. Kurz darauf wurde er Vize-Weltmeister bei den Masters in Mexiko.
Von 2001 bis 2019 nahm Fetz an über 150 Wettkämpfen teil. Von 10 Bewerben schaffte er es durchschnittlich 8-mal ins Finale.

## Sportliche Erfolge (Auswahl)
- 2-facher Weltmeister Kategorie Masters
- 3-facher Europameister Kategorie Masters
- 2-facher Vizeweltmeister Kategorie Junioren & Masters
- 7-facher Österreichischer Staatsmeister

2001
- 2. Platz Österreichische Staatsmeisterschaft Lift
- 2. Platz High Jump Europameisterschaft Lift Herren – Wien

2002
- 1. Platz Österreichische Staatsmeisterschaft Lift
- 3. Platz Europameisterschaft Lift Junioren – Budapest HUN

2003
- 2. Platz Weltmeisterschaft Lift Junioren – Brisbane/Australien
- 2. Platz Österreichische Staatsmeisterschaft Lift
- 2. Platz aWake Staatsmeisterschaft Boot – Gmunden AUT

2004
- 1. Platz Österreichische Staatsmeisterschaft Lift
- 2. Platz King of the Lake – Schwandorf GER
- 3. Platz Boot Austria Cup Stop – Marbach AUT

2005
- 1. Platz Austria Cup Overall Wertung Lift und Boot
- 1. Platz Austria Cup Overall Wertung Lift
- 1. Platz AC Stopp bzw. OÖ Landesmeisterschaften Lift – Asten AUT
- 1. Platz AC Finale bzw. Staatsmeisterschaften Lift – Graz AUT
- 1. Platz AC bzw. Staatsmeisterschaften Wakeskate Lift – Graz AUT
- 3. Platz AC bzw. OÖ Landesmeisterschaften Boot – Gmunden AUT

2006
- 1. Platz Austria Cup Stop Vienna
- 1. Platz Austrian Championships – Asten
- 1. Platz Austria Cup Gesamtwertung
- 2. Platz ECWTS Final – Marburg GER
- 3. Platz Austria Cup Stop Boot – Wallsee AUT

2007
- 1. Platz European Boardstock Cable Hauptbewerb Toulouse FRA
- 1. Platz Austria Cup Gesamtwertung
- 1. Platz Austria Cup Stop Jetlake Feldkirchen – AUT
- 3. Platz European Boardstock Winch Contest – Toulouse FRA

2008
- 1. Platz Austria Cup und Staatsmeisterschaft Graz
- 1. Platz Austria Cup Feldkirchen
- 1. Platz Austria Cup Wien
- 1. Platz Austria Cup Asten
- 1. Platz See Beben Feldkirchen
- 3. Platz Freakwave Festival Bodensee Winch Contest

- 11. Platz IWSF Weltrangliste
- 13. Platz WWA Weltrangliste

2009
- 1. Platz Int. Telering Wake Challenge – Podersdorf (Winch)
- 1. Platz Austria Cup & Int. CWWC Event – Feldkirchen
- 1. Platz Austria Cup – Vienna
- 2. Platz Austria Cup Boat – Gmunden
- 2. Platz IWWF Worldranking July
- 2. Platz ÖM Cable – Asten
- 2. Platz ÖM Lift – Döbriach
- 4. Platz IWWF Worldranking August
- 4. Platz CWWC Worldcup – Belgrade Serbien

- 6. Platz IWWF Worldranking Oktober

2010
- 1. Platz Wake the Line Best Trick Contest
- 1. Platz ÖM Jetlake
- 1. Platz Freakwave Festival Bregenz

2011
- 1. Platz  Austrian Nationals – Planksee AUT
- 2. Platz Burn Obstacle Only Contest – Jetlake AUT

2012
- 2. Platz Austrian Nationals – Jetlake AUT
- 2. Platz Wake Parade – 3 Star World Tour Stop Obstacle Only – Salmsee AUT
- 4. Platz  IWWF World Ranking

2013
- 1. Platz European Wakesurf Tour Stop (Skim Style) – Salmsee Steyregg AUT
- 2. Platz Austrian Nationals – Planksee AUT
- 5. Platz IWWF Worldranking

2014
- 1. Platz European Wakesurf Tour Stop (Skim Style) – Salmsee Steyregg AUT
- 3. Platz Austrian Nationals – Ausee AUT
- Winner of the Red Bull Wake of Steel Crowd Favourite
- 6. Platz  IWWF Worldranking

2016  (Masters Ü30)
- 1. Platz  European & Africa Championships IWWF – Tel Aviv ISRAEL
- 1. Platz  4 Star World Tour Stop – Golden Trophy – Bratislava SLO
- 1. Platz  3 Star Austria Cup – Jetlake AUT
- 1. Platz  IWWF Worldranking
- 2. Platz IWWF World Championships – Tequesquitengo MEX

2017
- 1. Platz – IWSS (International Wakesurf Series) – Passau – GER
- 1. Platz – Austria Cup Stop – Ausee AUT
- 2. Platz – Austrian Wakesurf Nationals – Linz AUT

2018
- 1. Platz – European & Africa Championships IWWF (Ü30) – Milano ITA

2019
- 1. Platz – Feb. – IWWF Worldchampionships (Ü30) – Buenos Aires ARG